# نیه‌بس ناوارو
نیه‌بس ناوارو (اسپانیایی: Nieves Navarro‎؛ زادهٔ ۱۱ نوامبر ۱۹۳۸) بازیگر و مدل بازنشستۀ اهل اسپانیا است. وی بین سال‌های ۱۹۶۴ تا ۱۹۸۹ میلادی فعالیت می‌کرد.
او یکی از نخستین هنرپیشگان زن در سینمای وسترن اسپاگتی محسوب می‌شود. از فیلم‌های او می‌توان به دختردایی‌های من، پزشک… دانشجو، امانوئل و آخرین آدم‌خواران، ارگاسم سیاه، بسیار لذت‌بخش، کاملاً مرده، ضعف اخلاقی خانوادگی، همسر سفیدپوش… عاشق آتشین‌مزاج، خانم پرستار در تیمارستان نظامی و تمامی رنگ‌های تاریکی اشاره کرد.